# Eosentomon xenomystax
Eosentomon xenomystax är en urinsektsart som beskrevs av Bernard 1990. Eosentomon xenomystax ingår i släktet Eosentomon och familjen trakétrevfotingar. Inga underarter finns listade i Catalogue of Life.